# Биль (богиня)
Биль (др.-сканд. Bil) — богиня скандинавского эпоса, воплощение времени. Обычно изображалась в виде «месяца на ущербе».

## Упоминания
В «Видении Гюльви» (глава 11) приводится легенда о двух детях — Биль и её брате Хьюки, которые были украдены Мани — богом луны. Посланные отцом — Видфинном — к источнику Бюргир, дети возвращались домой с полным ведёрком воды; однако они так и не добрались до дома — Мани унёс их на небеса, и с тех пор они всюду сопровождают его. По некоторым предположениям, этот рассказ лёг в основу английского детского стишка «Джек и Джилл». Хьюки больше нигде не упоминается, в то время как имя Биль появляется и в 35 главе «Видения Гюльви», и в «Языке поэзии».
Легенду о Хьюки и Биль не раз сравнивали со сказками о «человеке на Луне», распространенными у многих европейских народов; в некоторых из них появляются «мужчина с жердью» и «женщина с ведром». Предполагается, что изначально эти персонажи выступали как персонификации лунных кратеров.